# Funkdoobiest
Funkdoobiest es un grupo latino de hip hop de Los Ángeles. Los miembros son el puertorriqueño Son Doobie (Jason Vasquez), el chicano DJ Ralph M (Ralph Medrano) y Tomahawk Funk (Tyrone Pacheco). Este último abandonó tras el segundo álbum. Sus primeros dos álbumes fueron mayormente producidos por DJ Muggs, del grupo Cypress Hill. El tercer y último álbum, The Troubleshooters, incluye producciones de Ralph M y DJ Rectangle. Este fue un álbum más versátil, algo más lejos del toque funk/pop/jazz rap que abundaba en sus dos primeros discos.

## Discografía
- 1993 Which Doobie U B? (Immortal/Epic/Sony)
- 1995 Brothas Doobie (Immortal/Epic/Sony)
- 1997 The Troubleshooters (Buzztone/RCA/BMG)
- 2009 The Golden B Boy (L.A. Hill Records)